# Jean-Baptiste Mangin-Doins
Pour les articles homonymes, voir Mangin.
Jean Baptiste Mangin-Doins, né le 18 octobre 1746 à Le Blanc (Indre), mort le 23 février 1839 à Rennes (Ille-et-Vilaine), est un général français de la Révolution et de l’Empire.

## États de service
Il entre en service le 15 avril 1762, en qualité de grenadier dans le régiment de Picardie, il fait la campagne d’Allemagne sous les ordres du maréchal d’Estrées. 
Le 25 mai 1764, il entre comme aspirant à l’école d’artillerie d’Auxonne, il y devient élève le 16 juillet 1766, et en sort sous-lieutenant le 21 octobre 1767, pour passer dans le régiment d’artillerie de Metz. Il participe à la guerre en Corse en 1768 et 1769, et il se trouve aux affaires de Barbaggio, d’Oletta et de Ponte-Novo les 8 et 9 mai 1769. 
Le 6 novembre 1771, il est nommé lieutenant en premier, et il prend part aux guerres en Amérique de 1777 à 1783. Il se signale le 15 décembre 1778, à la Bataille de Sainte-Lucie, ainsi que dans trois combats sur mer contre le vaisseau anglais « le Rodney », et enfin dans la Prise de Tobago le 2 juin 1781. Promu capitaine provisoire le 5 avril 1780, il est confirmé dans son grade le 19 mai 1782.
Il est fait chevalier de Saint-Louis le 1er février 1784, et le 1er novembre suivant, il devient major chef de brigade du régiment d’artillerie des colonies. En 1790, il passe à Saint-Domingue, et il fait contre les insurgés, les campagnes de 1791 et 1792. Il est chargé de fortifier et d’armer la ville des Cayes, et dans la nuit du 11 au 12 janvier 1792, il repousse une attaque ennemie contre son camp. Le 18 février suivant il prend d’assaut le camp retranché de Mercy près des Cayes occupé par les insurgés, et il reçoit le 4 mars les félicitations de l’Assemblée coloniale de Saint-Domingue pour sa conduite dans cette affaire. Le 1er juillet il est nommé chef de bataillon, chargé de commander le cordon de l’Ouest, où il a à soutenir plusieurs engagements.
De retour en France fin 1792, il est élevé au grade de colonel directeur de l’artillerie le 22 février 1795. Désigné pour faire partie de l’expédition dans les Indes orientales, avec le général Aubert Dubayet, l’expédition n’ayant pas eu lieu, il est employé en l’an IV, par le gouvernement en qualité d’adjoint au directeur de l’arsenal de Paris. L’année suivante, le ministre de la guerre lui confie la direction de l’artillerie à Rennes.
Détaché au corps de l’aile gauche de l’armée d’Angleterre, devenue armée de l’Ouest, il y fait les campagnes de l’an VII à l’an X. Il sert successivement comme commandant en chef de l’artillerie du 6 septembre 1799 au 21 janvier 1800, comme commandant en second sous les ordres du général Dulauloy jusqu’au 22 juillet suivant, et enfin en qualité de chef d’état-major d’artillerie du général Lemaire, jusqu’au Traité de Lunéville le 9 février 1801.
De retour dans sa résidence à Rennes, il est fait chevalier de la Légion d’honneur le 11 décembre 1803, officier de l’ordre le 14 juin 1804, et électeur du département d’Ille-et-Vilaine.
En 1808, il est désigné par l’Empereur pour prendre le commandement de l’artillerie de l’armée du Portugal, et l’année suivante il passe dans le 2e corps de l’armée d’Espagne, dans lequel il sert jusqu’au 4 octobre 1811. Il est créé baron de l’Empire le 29 septembre 1809.
En 1814, il est chargé du commandement par intérim du département d’Ille-et-Vilaine, et il est admis à la retraite le 13 février 1815, avec le grade honorifique de général de brigade.
Il meurt le 23 février 1839 à Rennes.

## Armoiries
- Baron de l’Empire le 29 septembre 1809 (lettres patentes).

- D'azur aux deux croissants en fasce d'argent ; franc-quartier des barons tirés de l'armée - Livrées : les couleurs de l'écu

## Dotations
- Le 15 août 1810 deux dotations de 500 francs chacune, sur le Monte Napoleone.

## Sources
- (en) « Generals Who Served in the French Army during the Period 1789 - 1814: Eberle to Exelmans »
- « La noblesse d’Empire » (consulté le 13 mai 2014)
- « Cote LH/1717/42 », base Léonore, ministère français de la Culture
- A. Lievyns, Jean Maurice Verdot, Pierre Bégat, Fastes de la Légion-d'honneur, biographie de tous les décorés accompagnée de l'histoire législative et réglementaire de l'ordre, volume 3, Bureau de l’administration, janvier 1844, 529 p. (lire en ligne), p. 304.